# Associazione Sportiva Pro Recco (femminile)
L'Associazione Sportiva Pro Recco, nota più semplicemente come Pro Recco femminile, è stata la sezione femminile dell'omonima squadra pallanuotistica di Recco.

## Storia
Nel 1970 Recco, assieme ad altre località del Golfo Paradiso, fu tra le pioniere in Italia dell'attività pallanuotistica femminile. Quella prima parentesi durerà però solo un paio d'anni, prima di venire espressamente vietata dalla Federazione. Il tentativo fu ripreso con maggior fortuna da molte delle stesse protagoniste nel 1979. Dopo un paio di tornei nazionali sperimentali, disputati nel 1983 e 1984 e non ancora riconosciuti dalla Federnuoto, la Pro Recco femminile si sciolse definitivamente nel 1985, all'alba del primo campionato ufficiale.
Nell'estate del 2011 la Pro Recco ha acquisito dal Rapallo Nuoto il titolo sportivo della squadra di pallanuoto femminile, finalista nel campionato 2010-2011 e detentrice della Coppa LEN Femminile, trasferendo di fatto l'intera squadra - incluso il settore giovanile - e il relativo staff a Recco. Alla guida della prima squadra viene nominato il tecnico toscano Riccardo Tempestini, mentre all'allenatore uscente Mario Sinatra viene affidata la responsabilità del settore giovanile. Il 29 ottobre si è aggiudicata la Supercoppa Europea sconfiggendo per 9-8 la formazione spagnola del Club Natació Sabadell nella finale giocata a Sori. Il 5 maggio 2012 a Kiriši, in Russia, la Pro Recco ha conquistato la Coppa dei Campioni battendo per 8-7 la squadra greca del Vouliagmneni. Il 19 maggio si è laureata campione d'Italia, battendo in finale a Civitavecchia la Rari Nantes Imperia per 9-5.
A fine stagione restituisce il titolo sportivo a Rapallo, a seguito delle dimissioni alla presidenza recchelina di Gabriele Volpi e famiglia.
Per le Olimpiadi di Londra 2012 vengono convocate sei componenti della Pro Recco sulle tredici totali: Gigli, Abbate, Bianconi, Rambaldi, Cotti e Frassinetti.

## Rosa 2011-2012
| N° |                     | Ruolo | Giocatore            |
| -- | ------------------- | ----- | -------------------- |
|    | Italia (bandiera)   | P     | Solveig Stasi        |
|    | Italia (bandiera)   | P     | Elena Gigli          |
|    | Italia (bandiera)   | D     | Elisa Queirolo       |
|    | Italia (bandiera)   | D     | Simona Abbate        |
|    | Italia (bandiera)   | D     | Elena Maggi          |
|    | Italia (bandiera)   | D     | Giulia Bertora       |
|    | Italia (bandiera)   | D     | Raffaella De Benigno |
|    | Italia (bandiera)   | CV    | Roberta Bianconi     |
|    | Italia (bandiera)   | CV    | Claudia Criscuolo    |
|    | Ungheria (bandiera) | CV    | Dóra Kisteleki       |
|    | Italia (bandiera)   | A     | Arianna Gragnolati   |

| N° |                     | Ruolo | Giocatore             |
| -- | ------------------- | ----- | --------------------- |
|    | Ungheria (bandiera) | A     | Rita Drávucz          |
|    | Grecia (bandiera)   | A     | Bernadette Zerbone    |
|    | Italia (bandiera)   | A     | Giulia Rambaldi       |
|    | Italia (bandiera)   | A     | Michela Isola         |
|    | Italia (bandiera)   | A     | Francesca Bonino      |
|    | Italia (bandiera)   | A     | Aleksandra Cotti      |
|    | Italia (bandiera)   | CB    | Teresa Frassinetti    |
|    | Italia (bandiera)   | CB    | Federica Cordaro      |
|    | Canada (bandiera)   | CB    | Joanne Begin          |
|    | Italia (bandiera)   | CB    | Francesca Passalacqua |

### Staff
- Allenatore:  Riccardo Tempestini
- Allenatore in seconda:  Claudio Patrone
- Medico sociale:  Alfredo Delpino
- Preparatore atletico:  Francesco Rizzo

## Palmarès

### Trofei nazionali
- Campionato italiano: 1

2012

### Trofei internazionali
- LEN Champions Cup: 1

2012
- Supercoppa LEN: 1

2011